# Vincent Chalvon-Demersay
Vincent Chalvon-Demersay (1964. február 23.–) francia forgatókönyvíró és filmrendező.

## Életrajza
Institut d'Etudes Politiques de Paris-ben érettségizett, majd a Université Paris-Nanterre egyetemre járt.

## Alkotásai
- Get Blake! (producer) (2015)
- LoliRock (executive producer) (2014-2015)
- RedaKai (producer, executive producer) (2011-2013)
- Rekkit the Rabbit (executive producer, producer) (2011)
- Totally Spies! The Movie (producer) (2009)
- The Amazing Spiez (producer) (2009)
- Famous 5: On the Case (executive producer) (2008)
- Monster Buster Club (producer) (2008-2009)
- Team Galaxy (rendező) (2006)
- Martin Mistery (rendező) (2003)
- Odyssey (rendező)
- Marsupilami (2. évad) (rendező) (2003)
- Született kémek (rendező, producer, executive producer) (2001-2012)
- Jim Button (executive producer) (1999-2000)
- Sissi hercegnő (executive producer) (1997)
- Hogyisvanez család (executive producer) (1996)
- Space Strikers (TV Series) (executive producer) (1995)
- Iznogoud (executive producer) (1995)
- Gulliver's Travels (executive producer) (1992)
- Little Shop (executive producer) (1991)
- Ningyo hime Marina no bôken (executive producer) (1991)